# Mistrzostwa Świata w Zapasach 1913
8. Mistrzostwa Świata w Zapasach, które odbyły się we Wrocławiu (Cesarstwo Niemieckie) pod koniec lipca 1913 roku w Hali Stulecia. Zawody zostały rozegrane tylko w stylu klasycznym w czterech kategoriach wagowych. Tryumfatorami zostali Szwedzi, którzy wygrali dwie konkurencje oraz zdobyli łącznie cztery medale podczas czempionatu.

## Styl klasyczny
| Kategoria wagowa |                |                 |                   |
| ---------------- | -------------- | --------------- | ----------------- |
| –67,5 kg         | Ewald Hegewald | Hugo Johansson  | Hermann Schulz    |
| –75 kg           | Georg Baumann  | Edvin Fältström | Heinrich Stiefel  |
| –82 kg           | Ernst Nilsson  | Johann Trestler | František Kopřiva |
| +82 kg           | Anders Ahlgren | Jakob Neser     | Karl Hertel       |

## Tabela medalowa
| Lp. | Państwo              |   |   |   | Łącznie |
| --- | -------------------- | - | - | - | ------- |
| 1   | Szwecja              | 2 | 2 | 0 | 4       |
| 2   | Cesarstwo Niemieckie | 1 | 1 | 3 | 5       |
| 3   | Imperium Rosyjskie   | 1 | 0 | 0 | 1       |
| 4   | Cesarstwo Austrii    | 0 | 1 | 0 | 1       |
| 5   | Bohemia              | 0 | 0 | 1 | 1       |